# Giacomo Pellegrini
Giacomo Pellegrini (Osoppo, 12 agosto 1901 – Udine, 28 agosto 1979) è stato un politico e partigiano italiano.

## Biografia
Nel 1921, studente universitario, aderì al Partito Comunista d'Italia. Nel 1926 fu arrestato una prima volta a Roma e condannato a otto anni di carcere con l'accusa di attività antifascista. Scontò sei anni di prigionia e, alla scarcerazione, emigrò in Unione Sovietica, transitando prima dalla Romania. Allo scoppio della guerra di Spagna fu inviato nelle brigate internazionali a combattere, prima a Madrid ed infine a Barcellona.
Rientrò in Italia e fu arrestato nel 1940 a Genova; deferito al tribunale speciale, venne infine condannato a venti anni di reclusione. Liberato dopo l'Armistizio del 1943, curò per il partito comunista l'organizzazione della Resistenza nel Lazio, in Umbria e in Abruzzo.
Stretto collaboratore di Palmiro Togliatti, fu inviato a Trieste subito dopo la fine del conflitto, per organizzare la struttura comunista.
Deputato della Consulta prima, successivamente dell'Assemblea Costituente e poi senatore di diritto al Senato della Repubblica nella I legislatura con il Partito Comunista Italiano, viene rieletto fino alla III, con scadenza del mandato nel 1958.